# Samuel Okunowo
Samuel Gbenga Okunowo (Ibadan, 1º marzo 1979) è un ex calciatore nigeriano, di ruolo difensore.

## Palmarès

### Club

#### Competizioni nazionali
- Campionato spagnolo: 1

Barcellona: 1998-1999